# Karl Höcker
Karl-Friedrich Gottlieb Höcker, född 11 december 1911 i Engershausen, död 30 januari 2000 i Lübbecke, var en tysk SS-officer. Han uppnådde tjänstegraden SS-Obersturmführer 1944. Höcker tjänstgjorde bland annat i koncentrationslägren Neuengamme, Majdanek, Auschwitz och Nordhausen.

## Biografi
Karl Höcker var ursprungligen köpman. Han inträdde i Schutzstaffel (SS) 1933 och i Nationalsocialistiska tyska arbetarepartiet (NSDAP) 1937.
I maj 1943 utsågs Höcker till adjutant åt kommendanten i koncentrationslägret Majdanek, Hermann Florstedt. Ett år senare, i maj 1944, förflyttades han till Auschwitz I, där han blev kommendanten Richard Baers adjutant.
I december 1963 inleddes Auschwitzrättegången i Frankfurt am Main. Höcker och 21 andra misstänkta, bland andra Viktor Capesius, Oswald Kaduk, Josef Klehr och Robert Mulka, ställdes inför rätta för brott mot mänskligheten. Höcker dömdes till sju års fängelse för medhjälp till mord på över 1 000 fångar i Auschwitz. Han släpptes fri 1970 och återgick till sitt arbete som banktjänsteman. I maj 1989 dömde en domstol i Bielefeld Höcker till fyra års fängelse för delaktighet i gasandet av fångar i Majdanek. Han hade mellan maj 1943 och maj 1944 för Majdaneks räkning rekvirerat drygt 3 600 kilo Zyklon B från företaget Tesch & Stabenow.
År 2007 offentliggjordes det så kallade Höcker-albumet med 116 fotografier tagna i Auschwitz och dess omgivningar, bland annat rekreationsanläggningen Solahütte. Fotografierna skildrar officerarnas och personalens vardagliga liv i och i närheten av lägret.
Karl Höcker var gift (1937) och hade en dotter (född 1939) och son (född 1944).

## Utmärkelser
- Krigsförtjänstkorset av andra klassen
- Sturmabteilungs idrottsutmärkelse i brons
- Tyska riksidrottsutmärkelsen i brons
- SS-Julleuchter
- SS Hederssvärd